# لازار أرسيتيش
لازار أرسيتيش (بالسيريلية الصربية: Лазар Арсић) هو لاعب كرة قدم صربي في مركز الوسط، ولد في 24 سبتمبر 1991 في بلغراد في صربيا. لعب مع نادي أبولون سميرني ونادي أوبليتش ونادي فاساس.

## وصلات خارجية
- لازار أرسيتيش على موقع دوري كوريا الجنوبية (الإنجليزية)
- لازار أرسيتيش على موقع قاعدة بيانات كرة القدم.إي يو (الإنجليزية)
- لازار أرسيتيش على موقع بيانات كرة القدم. دي إي (الألمانية)
- لازار أرسيتيش على موقع Soccerbase.com (لاعب) (الإنجليزية)
- لازار أرسيتيش على موقع Soccerway.com (الإنجليزية)
- لازار أرسيتيش على موقع عالم كرة القدم.نت (الإنجليزية)